# 萬曆南京宗教改革
萬曆南京佛教改革，是自明神宗萬曆年間以南京禮部之名義推行，實際上由葛寅亮強力主導，起初獲得南京禮部堂官及各司同僚支持，為自上而下推行的一場改革活動。改革自萬曆三十二年（1604）十二月清查三大寺寺租起，至萬曆三十六年（1608年）葛寅亮「引疾歸里」為止，歷時三年多。所涉及到的僧人也是當時最多。除此之外其改革措施及內容也最詳細廣泛，不僅針對佛教內部僧務運作、寺院經濟管理、僧人焚修等進行改革，也包含國家對佛教管理體制之改革，其出發點不僅是只是清除長期累積的弊病與振興佛教，其實還包含加強對佛教頹勢的控制，使佛教更好地為統治者服務。
葛寅亮的改革，在當時規模最大，涉及南京城內外，包括附郭的上元、江寧二縣各佛寺，具有一定之規模，計入《金陵梵剎志》者共計176所，「其最小不計入者」尚有百餘所，所涉及之僧人也是當時最多。此次改革使南京佛教獲得了一定程度的振興，甚至成為全國樣板。但卻因此得罪權宦勢豪，正統士大夫也不以為然，此改革最終以葛寅亮遭辱罷官，失敗收場，而南京佛教日益衰微。

### 改革背景
明朝中葉，隨著都城往北遷移，原本是全國佛教中心的南京佛寺逐漸失去原有的皇權眷顧及庇佑保護，南京八大寺所被賜與的土地受到加徵稅收以及佃戶抗糧等原因影響，經濟逐漸走向窮困潦倒的局面。明末，各地寺廟衰敗、僧人多困窘、僧規鬆弛且佛教十分衰微，一些僧人俗士紛紛起身對佛教現狀加以批判。這些批判也為葛寅亮的改革提供了借鑑。
另外，葛寅亮自身對於佛教的信奉也是進行改革的原因之一，葛寅亮受到王守仁及其所提倡的心學影響，接納佛教，同時自己也勤於佈施於佛教。因此佛教衰微時，葛寅亮起身推行佛教改革，嘗試力挽狂瀾，扭轉佛教每況愈下的局勢發展。
除此之外葛寅亮勤於職守且廉能正直，面對南京佛教衰微時，恪守其職責加以改革。人稱其「日夕循令甲以率其職」。

### 改革內容

#### 清田定租
1604年12月，葛寅亮因為田租的收入收入與支出上帳目不合，因此他下令清查寺租。首先，他先是一句寺莊的規模、田地的肥沃程度，並依此訂定租額。除此之外，葛寅亮將被強占的透過司法的方式將土地所有權回歸寺廟所有，並且依此對寺租地徵收、運送、保管等例下詳盡的規定，藉此確保朝廷對於寺廟的租金。

#### 考選僧官、住持、牒僧制定各項僧規條例
萬曆年間後期，葛寅亮先是整頓寺廟的吏治。他先是整頓住持的考選制度、廢除以往所使用的鬮（用來抓取以決勝負的器具或抽取以卜可否的紙條）、並恢復考經制度。
首先，他先是針對住持的數量進行總額限制、並且對於僧官的考選制度有明確的規定，確立試題選擇上使用《梵網》、《楞嚴》二經為命題方向。除此之外，再試場規則上有明確的規範。同一寺廟的僧侶並不會遇到同一寺廟的主考官，以展現避嫌與公正的精神。
葛寅亮在進行吏治改革時，也有重視總額數。三大寺分別為350位牒僧、五次大寺則各70名的數量。並且針對牒僧的上任也有監督制度，葛寅亮下另進行「年考」與「總考」，年考為一年一次；總考為每五年一次（丙、辛年各一次）。若嘉獎較多者則有機會晉升；反之申誡較多的牒僧則會被革職。關於中小住持選任的工作上，葛寅亮也有制定出一系列規定。若小住持犯下錯誤時，會被帶到祠堂中默念經文，以示懲罰。
關於違反節律清規的僧官、僧人、住持，葛寅亮都有制訂出一套的懲罰機制。如果左覺義收受賄賂，若事後之錯可以免於懲處；右覺義將竊盜金庫中的資金，直接革職處分。除此之外，葛寅亮平時喜歡巡視各寺，踏查其他地區的寺廟風氣。有一次他親自到衡陽寺，看到了住持如僧、管事僧興凱、僧真曉通盜賣寺木、侵占糧食作物、藏匿婦女。葛寅亮見狀立刻將其逮捕，並且祭出嚴厲的懲處。

#### 修拓禪堂提倡禪宗
葛寅亮認為禪僧與禪堂乃是佛教及佛寺的代表，佛教傳承和發展倚靠著禪僧制度。因此在清田定租後，葛寅亮決定在除教寺與能仁寺以外的七大寺修拓禪堂。1606年8月，他先將各寺租糧的兩到三成的比率撥入禪堂供眾。為了保證禪僧安心坐禪，他制定禪堂規條。因此對於飯食供應、租糧催徵、 堂主選補、禪僧焚修等作出具體而詳細規定。

#### 創建公塾振興寺院教育
明初的南京寺院教育延續了唐宋傳承下來的講經說法制度，但到了明中期卻呈現了頹廢的趨勢，僧人不識文字，更遑論研究佛學。明朝中葉之後為挽救頹勢，僧俗人士提倡透過看經與讀經等方式進行改變，並且積極改革思源教育制度。
經歷了前述的清田定租後，各寺經濟收益大為增加，因此寺僧向葛寅亮請願，希望可以恢復寺學的傳統。1607年3月，葛寅亮效仿明初的制度，將三大寺與五次大寺設立公塾。教師制度的話則是大寺為2人、次大寺1人，並且需要需要以通經考為本。學僧的數量也有限制，分別為大寺人數150人、五次大寺各30人，指定教材則為《梵網》、 《楞嚴》。
除此之外，上述的教育體制對於三大寺與五次大寺的僧侶十分重要，都是需要先受到寺學的教育。在修畢課程之後才可以擔任僧侶、反之若為經入學者，則不可以單人上述寺廟的僧人之一。

#### 制定請經條例方便藏經刊刻和流傳
各地寺廟都會存在藏經的狀況，因此南京禮部祭司曾經訂定完善的請經制度，然而上述卻因為行政效率與監督不利的狀況因此戛然而止。為此，葛寅亮又提出來了新解方，先是將原先存於報恩寺的藏書閣加以管理與整治，並訂定了九經的材質、式樣、價格標準等等。除此之外進一步規劃出請經制度，並針對了刻經一動作有嚴謹的格式規定，方便藏經與流傳，為未來的佛教經書館藏的保留打下了良好的基礎。

#### 修復殿堂改善焚修環境
葛寅亮針對寺廟的修繕制定了規定，表示各寺需較繳納專門資金以定期修理殿堂。其中最著名的便是在〈各寺公費條例〉中， 立「殿堂焚修」一目:
「寺堂每一年都需要修繕一次，這些資金都是原先已經劃撥好的。在一年結束之前需要仔細撿柴是否有需要修繕之地方。每到丙年與辛年之間，便會開始大幅修繕一次。若工程浩大的話則會先將官糧扣除一半，並將原先居住於此的居民也需要貢獻資金來進行修繕。」
除此之外，葛寅亮也有針對寺廟因焚而失修的建築特別關懷。1605年12月，葛寅亮追查這些貪汙舞弊的現象，並有效抑止了逼索事件。除此之外，葛寅亮在寺廟旁邊有建造清歡堂，避免官員或衙門多加干涉。

#### 釐定佛寺統屬加強對佛寺管理
葛寅亮也針對了佛寺的規模進行整理，並將其歸類為大、次大、中、小四類，並且四者是有階層關係的。大寺統領次小寺、中寺、小寺；次大寺統領中寺與小寺，以此類推，據當代紀錄，大寺有3所、次大寺有5所、中寺則有38所、小寺則有130所。
葛寅亮對寺廟其管理方式有點類似於保甲制度，每個月都要逐項登記個僧侶違反情形，其中又以左右手的通報最為重要。除此之外，若有隱瞞實情或縱容犯罪的實情一併舉發。正因如此，各寺之間既為互相統治的「縱向管理」，並加上了橫向的聯保聯防機制，形成一種交錯複雜的監控網。

#### 刻石勘冊、匯而成志、鞏固改革成果
上述的成果與制度的創立，都是葛寅亮的宗教改革重要里程碑。為此，葛寅亮將其所作所為刻在石碑上，並且編篡《金陵梵刹志》，以記錄南京城中個佛寺的狀況與佛教的改革成果。

### 改革成效
由於葛寅亮的強力推行，這次改革的各項措施基本上不僅一一落實且得到一定程度上的功效。
以清田定租而言，基本上恢復了各寺廟的公田與寺租。南京八大寺不僅回復了他們原有的土地其收益因此而得到保護，因此經濟狀況漸入佳境且愈趨雄厚；眾僧人平日的糧食及寺廟日常的焚修也有了保障；官住、教學等僧人薪水豐厚，每一年各寺院甚至有多出來的銀使他們可以修理廢棄毀壞的寺院。
原本南京佛寺內部的管理十分混亂且腐敗，但由於葛寅亮的改革，嚴格的考選制度，以及制定出的多項僧規，將佛寺內部的規定和管理制度化、專業化，使南京佛教及僧團可以有效運作。
創建公塾，振興了寺院教育。僧人在寺學學習過後，有助於更全面及深入的了解佛學，改善日漸低落的僧人素質，對於佛學的不振有所幫助。最後，修拓禪堂，提倡禪宗言、制定請經條例、修復殿堂、改善焚修環境、釐定佛寺統屬等，皆有助於振興南京佛教。

### 改革結局
雖然改革措施基本上都得到一定程度上的效果，但當中觸及了許多達官顯貴的利益而無法避免地發生鬥爭，這便是改革失敗中最大的原因。
葛寅亮的改革從清田定租開始就已經和既得利益者產生對立。當時侵佔寺田者尤其是八大寺寺田的大多都是豪門權貴，因此清田定租必定會和他們產生過節。葛寅亮首位討伐的對象便是襄城伯李成功。李成功權力地位皆遠遠勝過葛寅亮。萬曆三十三年四月，能仁寺的僧人申告襄府強佔划場、寺田、逼迫投獻。葛寅亮不懼權貴，親自審理調查，並且由禮部親自到文襄府，命令將肇事之人皆送交禮部追查。但過了幾個月後，襄府也未置予理會。八月，禮部派人捉拿，但僅抓獲佃戶一人。祠祭司審理後，要求繼續追拿，並賠償寺院的損失。此時李成功才表示經查各佃後並沒有證據顯示他有淹沒一事且將會將划場撥還給僧人。南京禮部不敢過分得罪只好妥協，並表示肇事之役與佃戶姑且暫時免於被追究。至於寺僧田租損失，未敢再要求賠償。 其次是張鏜、張元詔，他們收買廬州府指揮同知張勳臣，令張霖稟吿，稱寺田為從皇上欽賜與其祖先張德勝的。萬曆三十四年十月，葛寅亮加以審查，因南京戶科抄錄黃冊，查明張霖等所稟為不實，各加責罰懲治。再如，李鶴、戎自華等十分刁蠻頑固且不可理喻，拒絕退還所侵佔的寺田，最終被移送司法處置。眼見葛寅亮動真格，萬曆三十五年四月，佔據報恩寺池地的太監於是將強占之地歸還原主。清田定租雖然獲得了勝利，卻也註定了葛寅亮與這些強佔謀吞寺田的勢豪權宦勢不兩立。
另外清田定租使寺院的經濟有所恢復，但卻也導致佃戶們增加了租金負擔。明朝中期，一方面是地方官府增加稅收，另一方面則是佃戶們不斷抗議增租，佃戶們的抗爭得到了府縣官員的支持，因此南京八大寺被迫被減租，甚至面臨到收不上租金的窘況。葛寅亮採取強硬手段，清查三大寺欽賜田地以及額租、賦稅。原先他想要恢復到最初的制度，但經過佃戶們的求情之下，因此改為斟酌定量並與佃戶們商量制定方案。然而天界寺高淳莊的租金及徵收辦法，經過葛寅亮及南京禮部與佃戶、府縣的反復鬥爭下，最後大家才各退一步使問題得以解決。因此，清田定租在一定的意義上是不公平的，因為收益的是僧人而非百姓，自然得不到佃戶、地方官員的支持，即使正義凜然的士大夫也不以為然。

### 改革評價
其實葛寅亮早就預感此改革恐將使自己的官途遭殃，但他依舊強行推動佛教改革為其使命，總是被前夫所指，似乎也在所不惜。當時候就有人記載：「亡何，葛寅亮為狂生所辱，同鄉人督學者又助之，投劾歸」。
另一時人也記載葛寅亮：「以宋田見螫於士夫，陰鼓諸生，煽揭動揺，同事避匿畏縮，甚且有回舌取媚於士夫者」。
葛寅亮因清田定租得罪了這群豪門顯貴，他們聳動大家以誣陷辱罵的方式攻擊葛寅亮，與他同事的人也並沒有為葛寅亮進行辯護，甚至附和攻擊，葛寅亮最終被迫以生病為由辭掉官職，該老還鄉。最後，他的繼任者便只能停止葛寅亮的改革事業，南京佛教改革的最終結局只能宣告失敗。